# Peabody Energy
Pour les articles homonymes, voir Peabody.
Peabody Energy (NYSE : BTU), anciennement connue sous le nom de Peabody Coal Company, est une société américaine œuvrant dans le domaine de la production de charbon.

## Histoire
En 2010, c'est la plus grande société du secteur privé au monde dans ce domaine.
En avril 2016, Peabody se place sous le régime de protection du chapitre 11 de la loi sur les faillites des États-Unis.
Peabody Energy a indiqué lors de récentes rencontres avec des responsables de la Maison-Blanche qu'ils ne s'opposeraient pas publiquement à respecter l'Accord de Paris sur le climat.

## Mines
Mine de Caballo (Wyoming)